# Pierre de Grenoble
Pour les articles homonymes, voir Pierre de Grenoble (homonymie).
Pierre de Grenoble est une complainte dont la composition par un auteur anonyme vraisemblablement originaire du Dauphiné remonte à la fin du XVIIe siècle. 
Ni le nom de l'auteur de la chanson ni la date de sa composition ne sont connus. Son analyse la fait remonter à la fin du XVIIe siècle et ses paroles situent son auteur comme un grenoblois s'exprimant en français. Le thème, que l'on trouve dans le Roméo et Juliette de William Shakespeare, est, ici très simplement et humainement poétique, celui d'un soldat trouvant à son retour son amie morte, et expirant sur un baiser d'adieu. Il existe deux autres chansons présentant ce thème avec quelques variantes mais c'est la version du Dauphiné qui est restée dans les mémoires.

## Paroles
La forme du poème est une complainte de huit couplets, chaque vers étant composé de treize pieds, la césure étant située au huitième et la rime étant masculine. Le texte en français donné par la Revue des traditions populaires, qui en fait une analyse critique, est le suivant :
Quand Pierre partit pour l'armée, sept ans demeurer,

A laissé sa mie à Grenoble, qui fait que pleurer.

Pierre a envoyé une lettre, qu'est pleine d'amours ;

La belle a fait une réponse, qu'est pleine de plours.

S'en va trouver son capitaine : « Donnez-moi congé

D'aller voir m'amie à Grenoble qui meurt de regret. »

Quand Pierre fut sur la montagne, entendit sonner ;

Pierre a mis le genou en terre, s'est mis à prier.

Quand Pierre fut dedans Grenoble, s'amie a trouvé

Accompagné de trente dames, de vingt cordeliers : 

« Vous qui portez ma mie en terre, laissez-moi la voir ! »

A découvert son blanc visage, l'a baisé deux fois.

La première fois qu'il la baise, Pierre a soupiré.

La seconde fois qu'il la baise, Pierre a trépassé.

Que diront les gens de Grenoble de ces amoureux ?

Diront : « Ils s'aimaient tant l'un l'autre, sont morts tous les deux. »

## Postérité
Comme tout le répertoire de musique traditionnelle, la chanson, paroles et musique, est dans le domaine public et peut de ce fait être librement interprétée sans être soumise au paiement d'un droit d'auteur. Elle a ainsi été reprise par nombre d'interprètes de musique populaire comme Jacques Douai (1957) ou de musique folk comme les groupes Malicorne (1973) ou Mélusine (1975).